# Graphesthésie
La graphesthésie est la sensibilité précise cutanée de la main explorée à l'aide d'un stylo. Ce test permet d'explorer la sensibilité lemniscale.
En pratique clinique, le patient a les yeux fermés. Le médecin écrit alors des mots dans les mains du patient qui a les capacités de reconnaître les mots écrits grâce à la sensibilité de ses récepteurs. L'écriture est un test de grande précision et nécessite l'intégrité du système sensitif.
Cependant si le patient a une atteinte de son système nerveux, il se peut que l'identification des mots soit rendue impossible, notamment dans des atteintes:
- de la voie lemniscale/ du cordon postérieur

On dit alors que le patient est atteint d'astéréognosie : il ne peut décrire ce qui le toucher lui suggère.